# Ablade Kumah
Samuel Ablade Kumah (né le 26 juin 1970 au Ghana) est un joueur de football international ghanéen, qui évoluait au poste de milieu de terrain.

## Biographie

### Carrière en sélection
Avec l'équipe du Ghana, il joue 13 matchs (pour un but inscrit) entre 1992 et 1998. Il figure notamment dans le groupe des sélectionnés lors des CAN de 1996 et de 1998.
Il participe également aux JO de 1992.

## Palmarès
Ghana
- Jeux olympiques :
  -  Bronze : 1992.